# Dolná Streda
Dolná Streda is een Slowaakse gemeente in de regio Trnava, en maakt deel uit van het district Galanta.
Dolná Streda telt 1.418 inwoners.
De bevolking van de gemeente is vrijwel geheel Slowaakstalig, de gemeente ligt op de taalgrens met het Hongaars taalgebied in Slowakije. Direct ten zuiden van het dorp ligt Váhovce dat Hongaarstalig is. 